# 艾佛傑克

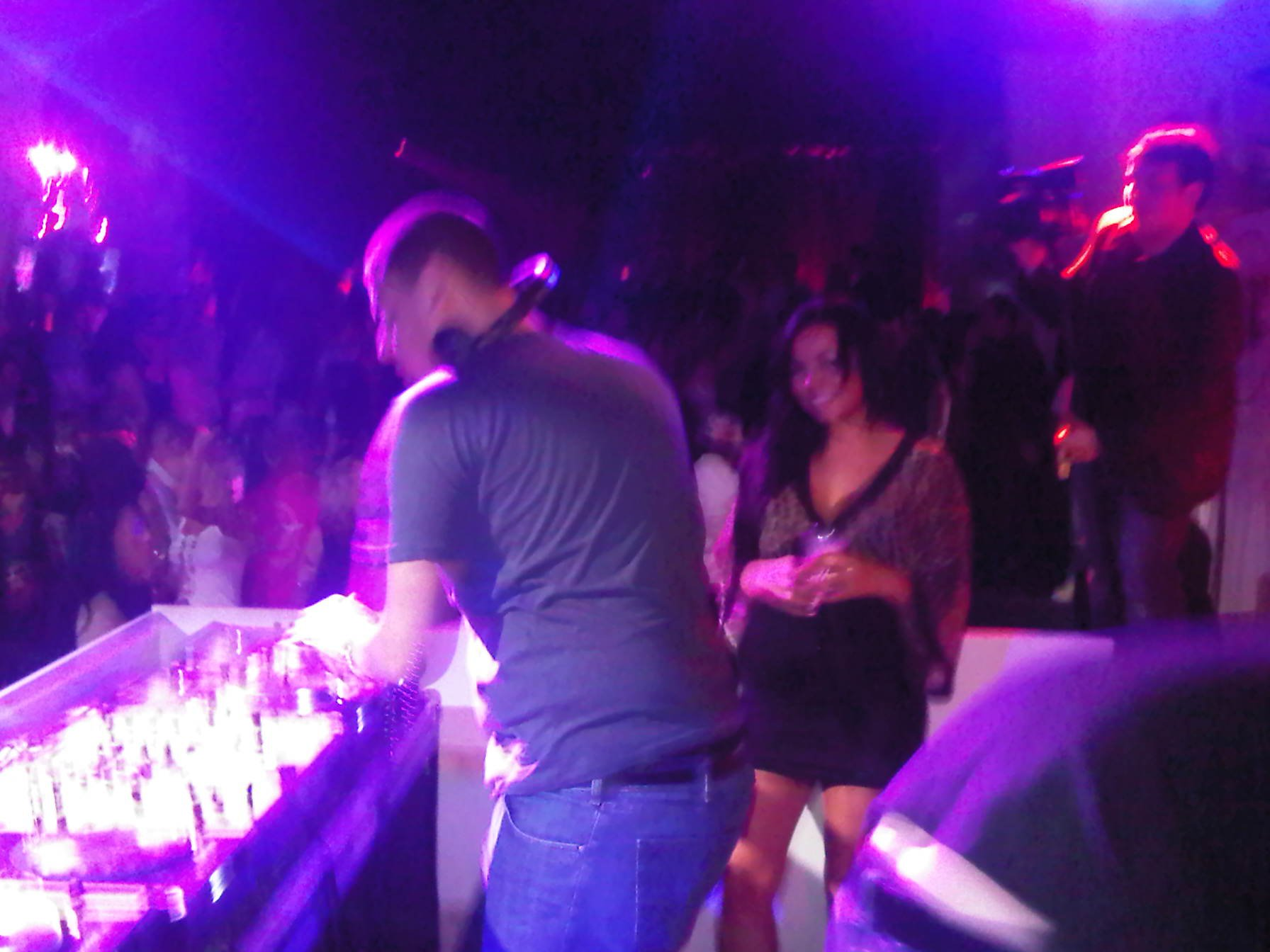
正在打碟的艾佛傑克

尼克·范德瓦爾（荷蘭語：Nick van de Wall，荷蘭語：[ˈnɪk fɑn də ˈʋɑl]，1987年9月9日—），其藝名為艾佛傑克（Afrojack）是一位荷蘭音樂製作人及唱片騎師，欧洲LDH的首席执行官。他在2007年创立了Wall唱片公司，2014年发布了首张专辑《遗忘世界》。在《DJ杂志》发布的百大DJ排行榜中，艾佛傑克经常是前十位。

## 早年生活
艾佛傑克生長於荷蘭斯派克尼瑟，母亲是荷兰人，父亲是苏里南人。他的母亲黛比（Debbie）来自单亲家庭，在当地经营一家体育馆。他自年幼時便對音樂有所熱愛，在五歲時學會彈奏鋼琴。离开学校后，艾佛傑克在鹿特丹图形学院学习平面设计一年，尔后开始了DJ/制作人的职业生涯。

## 音樂生涯
艾佛傑克在14岁时就在当地的酒吧和夜店做DJ，并通过为其他艺人设计网站来赚取额外收入。
艾佛傑克在2011年《DJ雜誌》百大DJ排行榜中名列第7名。而他在2010年的票選進入第19名，是當年最佳的新進歌手成績。之後，他在2012年的排行榜獲得第9名。接著他在2013年又再度位居第9名。艾佛傑克與荷蘭歌手伊娃·西蒙斯合作的歌曲《Take Over Control》登上了10個不同國家的排行榜。艾佛傑克在2010年7月登上英國BBC廣播一台的《Essential Mix》。他在2010年12月22日發行《Lost & Found》。他在2011年與尼歐和Nayer一同演出嘻哈鬥牛梗的冠軍單曲〈Give Me Everything〉。 他也曾為碧昂絲的單曲〈Run the World (Girls)〉作詞曲。艾佛傑克在2012年贏得歐洲跨國界音樂獎。根據《富比士》雜誌，艾佛傑克是2013年全球第7高收入的唱片騎師。
艾佛傑克經營一間名為Wall Recordings的唱片公司，旗下的荷蘭浩室唱片騎師包含他本人、西德尼·薩姆森、R3hab。
他的首張專輯《遺忘世界》發行於2014年5月19日。

## 個人生活
艾佛傑克於2014年4月與當時正懷身孕的阿努克傳出緋聞。而從他的Facebook專頁上可以得知，他是一名狂熱的汽車愛好者。他擁有多輛像是法拉利458 Italia、藍寶堅尼Aventador等的高檔跑車。
2019年，Afrojack和意大利歌手Elettra Lamborghini公开订婚。

## 音樂作品
專輯
- 《遺忘世界》（2014年）

迷你專輯
- 《Lost & Found》（2010年）
- 《Lost & Found 2》（2011年）
- 《It's a Matter Of...（英语：It's a Matter Of...）》（2013年）

## 外部連結
- 官方网站
- 艾佛傑克的X（前Twitter）
- 艾佛傑克的Discogs页面（英文）
- 艾佛傑克在互联网电影资料库（IMDb）上的資料（英文）
- 艾佛傑克的Instagram帳戶